# Тиара Павла VI
Тиара Павла VI — тиара Римского папы Павла VI, является последней тиарой, которую Римский Понтифик использовал для публичных богослужений и аудиенций. После Павла VI Римские папы не использовали тиары ни во время своей интронизации ни для публичных целей. Предыдущей тиарой была палатинская тиара, подаренная в 1877 году палатинской гвардией Римскому папе Пию IX. Палатинскую тиару, кроме Пия IX, также использовали Римские папы Пий XII и Иоанн XXIII.

## История
Тиара была подарена архиепископу архиепархии Милана кардиналу Милана Джованни Монтини, когда он во время Конклава в 1963 году был избран Римским Понтификом.
Павел VI надевал тиару несколько раз в течение 1963 года. В ноябре 1963 года он во время мессы демонстративно положил тиару на Главный алтарь собора святого Петра и после этого ни разу её не надевал. Было объявлено, что тиара будет продана, а вырученные средства пойдут на благотворительность. Тиара была куплена архиепископом архиепархии Нью-Йорка кардиналом Фрэнсисом Спеллманом для Римско-Католической церкви в США и отвезена в Нью-Йорк в 1968 году.
Отказ Павла VI носить тиару вызвал как положительную, так и отрицательную реакцию. Светская общественность увидела в этом жесте Павла VI знак того, что Католическая церковь подвергается либерализации. Католические консерваторы (представители седевакантизма и конклавизма) в подтверждении своей идеи, что Католическая церковь в настоящее время является вакантной, интерпретировали это событие как знак того, что Павел VI не был истинным Римским Понтификом.
В настоящее время тиара Павла VI хранится в Базилике Непорочного Зачатия Пресвятой Девы Марии в Вашингтоне и регулярно демонстрируется во время выставок.
Несмотря на то, что Павел VI был первым Римским Понтификом, отказавшимся использовать в публичных целях тиару, он в 1975 годы выпустил апостольскую конституцию Romano Pontifici Eligendo (Об интронизации Римского Понтифика), в которой рекомендовал в следующих папских коронациях использование папской тиары.

## Дизайн
Тиара Павла VI значительно отличается от предыдущих тиар. Как и остальные тиары она сделана из серебряного корпуса, но в отличие от других она отличается некоторой скромностью в отношении драгоценных камней. Корпус тиары, подбитый красным бархатом, опоясывают три тонких золотых коронета. На этих коронетах располагаются немногочисленные металлические цветки лилии, инкрустированные аквамаринами. Нижнюю часть тиары опоясывает массивный золотой браслет, инкрустированный драгоценными камнями.
Вес тиары составляет 4,5 килограмма.